# Minha Mulher não Deixa não
Minha Mulher não Deixa não é uma canção de brega do cantor pernambucano Reginho lançada no final de 2010, e que rapidamente obteve um bom desempenho na internet e posteriormente em todo o Brasil.
Em fevereiro de 2011, o Ministério da Saúde lançou, a campanha de incentivo ao uso de camisinha durante o Carnaval do Brasil com jingle "Sem camisinha não dá não", versão adaptada do hit Minha mulher não deixa não.

## Versão de Aviões do Forró
Minha Mulher não Deixa não é uma canção lançada também pelo Aviões do Forró, e que já alcançou as paradas da Billboard Brasil.

### Desempenho nas paradas musicais
| País/Parada musical (2011)        | Melhor posição |
| --------------------------------- | -------------- |
| Brasil - Billboard Brasil Hot 100 | 68             |